# Jód-pentafluorid
A jód-pentafluorid interhalogén vegyület, képlete IF5. Szobahőmérsékleten színtelen vagy sárga folyadék, sűrűsége 3,250 g cm−3. Elsőként Henri Moissan szintetizálta 1891-ben, szilárd jód fluorgázban történő égetésével.  Ez a reakció exoterm és még ma is használják jód-pentafluorid előállításához, bár a reakció körülményein azóta javítottak.
I2 + 5 F2 → 2 IF5
A jód-pentafluorid erős fluorozó és oxidáló szer. A vízzel hevesen reagál, hidrogén-fluoridot és jód-heptafluoridot képez. Primer aminokkal való reakciója során – hidrolízist követően – nitril keletkezik.
R-CH2-NH2 → R-CN

## Fordítás
Ez a szócikk részben vagy egészben  az   Iodine pentafluoride című angol Wikipédia-szócikk ezen változatának fordításán alapul.  Az eredeti cikk szerkesztőit annak laptörténete sorolja fel. Ez a jelzés csupán a megfogalmazás eredetét és a szerzői jogokat jelzi, nem szolgál a cikkben szereplő információk forrásmegjelöléseként.